# Samir El Gaaouiri
Samir El Gaaouiri (Weert, 28 mei 1984) was een Nederlands/Marokkaans voetballer die als aanvaller speelt.
Hij debuteerde op 24 november 2001 in de wedstrijd Fortuna Sittard - RKC Waalwijk (1-4).
Samir begon zijn carrière in 2001 bij Fortuna Sittard. Het eerste seizoen kwam hij nog niet veel aan spelen toe, maar in 2002/2003 en 2004/2005 kwam hij tot 48 wedstrijden waarin hij 5 keer scoorde. FC Utrecht contracteerde hem, maar hij kwam er niet verder dan 8 wedstrijden. Dat bracht hem in 2005 bij FC Volendam, waar hij alle 38 wedstrijden meespeelde en 11 keer scoorde. Hij was echter gehuurd van FC Utrecht en die club verhuurde hem in 2006 aan Haarlem. Daar speelde hij 28 keer en scoorde hij 3 maal. Daarna speelde El Gaaouiri voor nog voor VVV-Venlo. Sinds de zomer van 2009 tekende Samir een contract bij KSV Roeselare voor 2 seizoenen. Na het ontslag van Dennis Van Wijk en de degradatie naar 2e klasse van Roeselare, werd in de zomer van 2010 het contract van Samir El Gaaouiri bij KSV Roeselare ontbonden.
In februari 2011 ging hij bij AGOVV Apeldoorn spelen. Hij verliet die club in de zomer.
In januari 2012 ging hij aan de slag bij Police United FC in Thailand

## Statistieken
| Seizoen        | Club            | Land      | Competitie         | Wed. | Goals |
| -------------- | --------------- | --------- | ------------------ | ---- | ----- |
| 2001/02        | Fortuna Sittard | Nederland | Eredivisie         | 4    | 0     |
| 2002/03        | Fortuna Sittard | Nederland | Eerste divisie     | 24   | 2     |
| 2003/04        | Fortuna Sittard | Nederland | Eerste divisie     | 24   | 3     |
| 2004/05        | FC Utrecht      | Nederland | Eredivisie         | 8    | 0     |
| 2005/06        | FC Volendam     | Nederland | Eerste divisie     | 38   | 11    |
| 2006/07        | Haarlem         | Nederland | Eerste divisie     | 28   | 3     |
| 2007/08        | VVV-Venlo       | Nederland | Eredivisie         | 22   | 2     |
| 2008/09        | VVV-Venlo       | Nederland | Eerste divisie     | 32   | 12    |
| 2009/10        | KSV Roeselare   | België    | Jupiler Pro League | 19   | 4     |
| 2010/11        | AGOVV Apeldoorn | Nederland | Eerste divisie     | 11   | 1     |
| Totaal         | Totaal          | Totaal    | Totaal             | 201  | 37    |
| Bijgewerkt tot | 24 april 2010   |           |                    |      |       |